# 引擎蓋

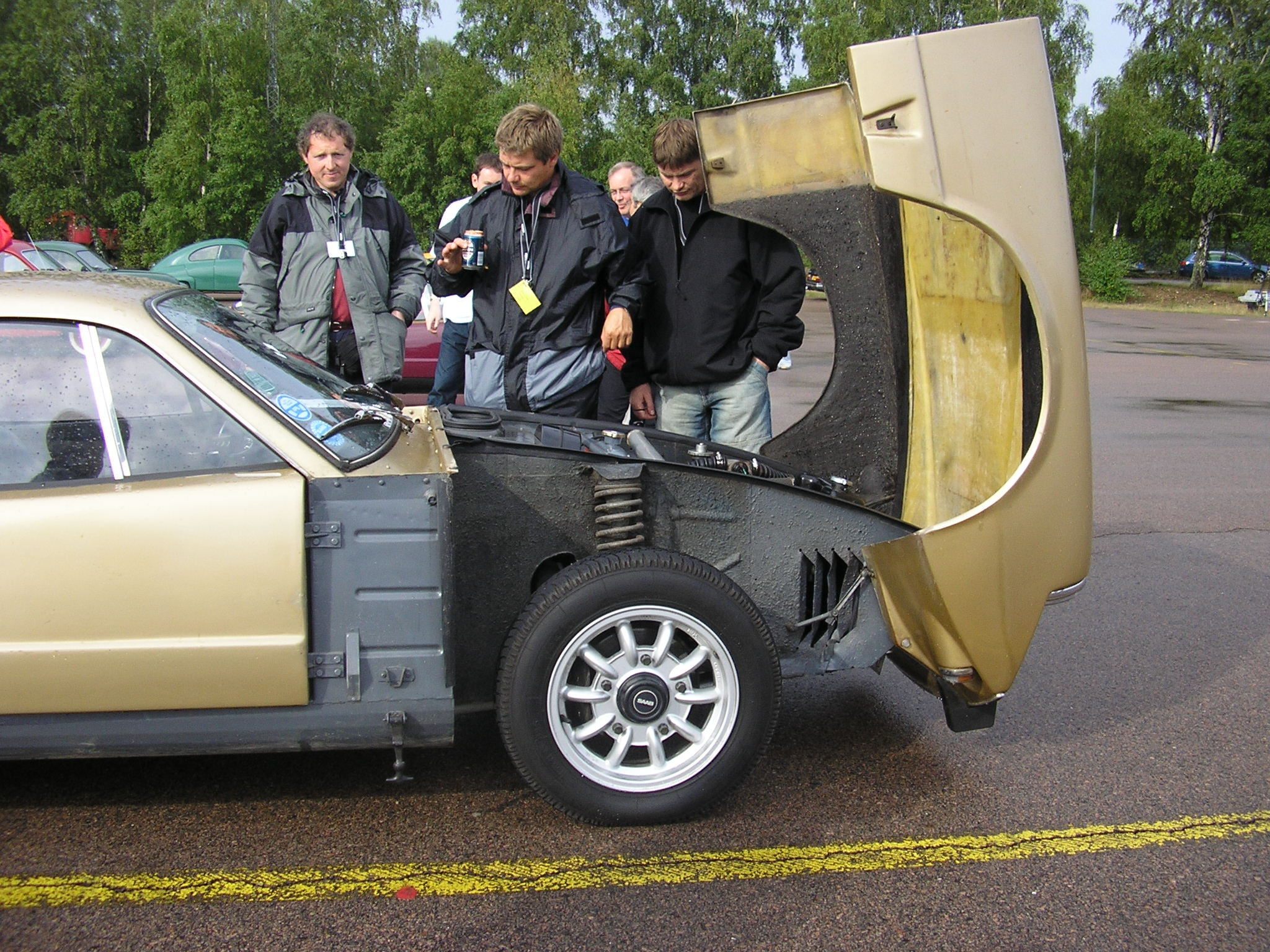
一輛汽車的引擎蓋被打開

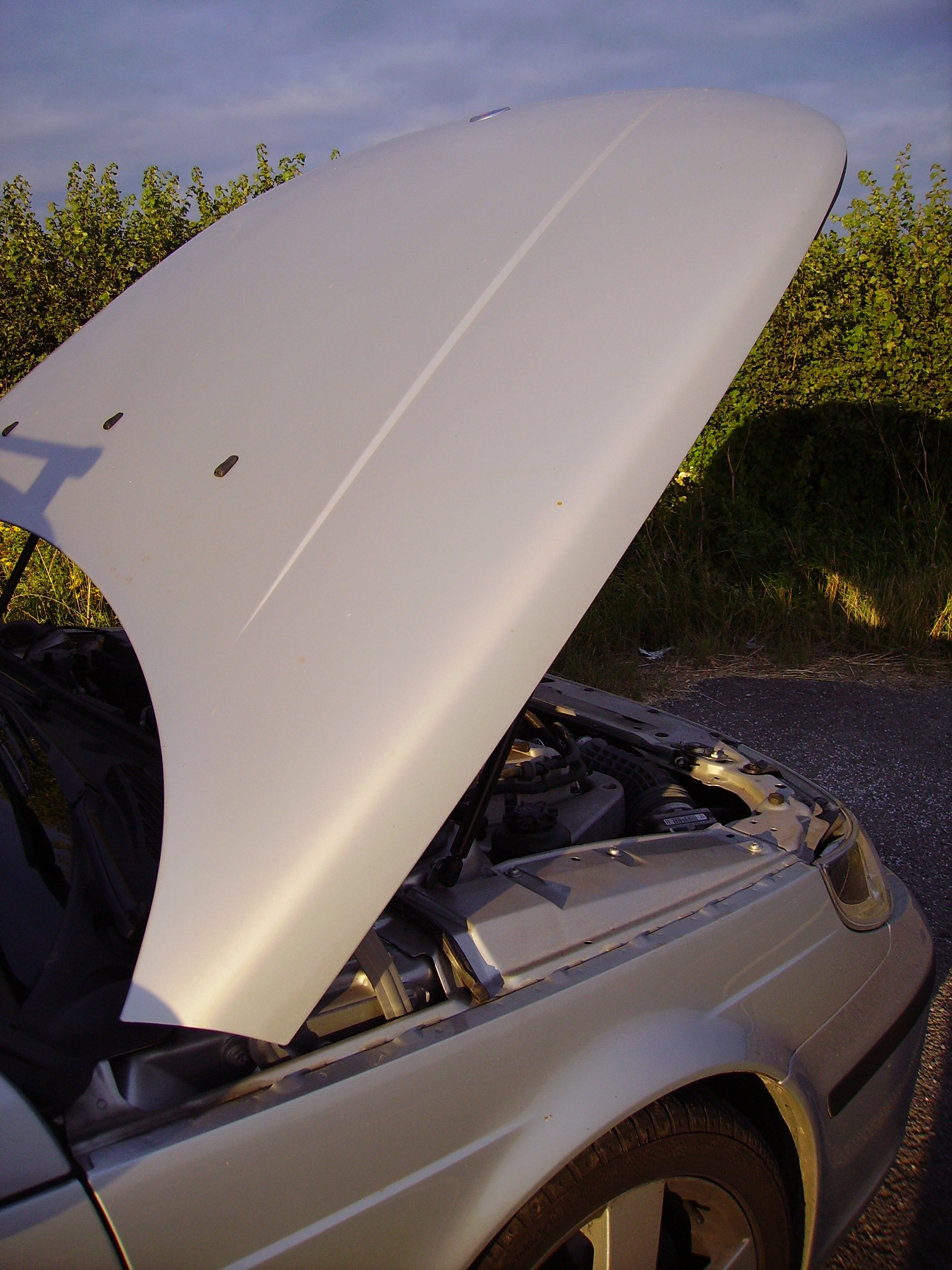
Saab 9-5的引擎蓋

引擎蓋是機動車輛发动机上的铰链盖。引擎盖可以打开，以便維修工人對汽車的發動機进行维护和修理。引擎盖通常由与车身其他部分材質相同的材料制成。这可能包括钢、铝、玻璃纤维或碳纤维等材料。